# Christophe Ohrel
Christophe Ohrel (ur. 7 kwietnia 1968 w Strasburgu) – piłkarz szwajcarski grający na pozycji defensywnego lub prawego pomocnika. Posiada także obywatelstwo francuskie.

## Kariera klubowa
Ohrel urodził się we francuskim Strasburgu, ale karierę piłkarską rozpoczął w Szwajcarii, w klubie Lausanne Sports. W sezonie 1987/1988 zadebiutował w jego barwach w pierwszej lidze szwajcarskiej, a w kolejnym sezonie był już podstawowym zawodnikiem drużyny z Lozanny. W 1990 roku wywalczył z nią wicemistrzostwo Szwajcarii, a w 1991 roku został mistrzem jesieni, jednak na koniec sezonu piłkarze Lausanne Sports zajęli dopiero 6. miejsce w lidze. W 1992 roku Christophe odszedł do Servette FC, a w sezonie 1993/1994 wywalczył z nią swoje pierwsze w karierze mistrzostwo Szwajcarii.
W 1994 roku Ohrel przeszedł do francuskiego Stade Rennais FC, grającego w Ligue 1 i był tam drugim Szwajcarem obok Marca Grassiego. W 1995 roku zajął z Rennes 13. miejsce w lidze i po sezonie odszedł do AS Saint-Étienne. W barwach ASSE zadebiutował 26 lipca w przegranym 0:2 meczu z Girondins Bordeaux. W Saint-Étienne grał przez jeden sezon, jednak spadł z tym klubem do Ligue 2, zajmując przedostatnią pozycję.
W 1996 roku Ohrel wrócił do ligi szwajcarskiej i ponownie zaczął występować w Lausanne Sports. W 1998 roku wywalczył z tym klubem Puchar Szwajcarii, pierwszy dla tego zespołu od 17 lat. W 1999 roku powtórzył to osiągnięcie, a latem 2000 odszedł do FC Luzern, z którym dwukrotnie bronił się przed spadkiem do drugiej ligi. Na początku 2002 roku odszedł do drugoligowego Yverdon-Sport FC, a w 2003 roku przeszedł do CS Chênois. Karierę kończył w 2005 roku jako piłkarz czwartoligowego Pully Football.
| Sezon   | Klub             | Kraj       | Rozgrywki        | Mecze | Bramki |
| ------- | ---------------- | ---------- | ---------------- | ----- | ------ |
| 1986/87 | Lausanne Sports  | Szwajcaria | Nationalliga A   | 0     | 0      |
| 1987/88 | Lausanne Sports  | Szwajcaria | Nationalliga A   | 10    | 1      |
| 1987/88 | Lausanne Sports  | Szwajcaria | Nationalliga A   | 31    | 3      |
| 1988/89 | Lausanne Sports  | Szwajcaria | Nationalliga A   | 34    | 1      |
| 1989/90 | Lausanne Sports  | Szwajcaria | Nationalliga A   | 34    | 1      |
| 1990/91 | Lausanne Sports  | Szwajcaria | Nationalliga A   | 30    | 1      |
| 1991/92 | Lausanne Sports  | Szwajcaria | Nationalliga A   | 31    | 1      |
| 1992/93 | Servette FC      | Szwajcaria | Nationalliga A   | 31    | 2      |
| 1993/94 | Servette FC      | Szwajcaria | Nationalliga A   | 31    | 1      |
| 1994/95 | Stade Rennais FC | Francja    | Ligue 1          | 34    | 2      |
| 1995/96 | AS Saint-Étienne | Francja    | Ligue 1          | 35    | 0      |
| 1996/97 | Lausanne Sports  | Szwajcaria | Nationalliga A   | 35    | 3      |
| 1997/98 | Lausanne Sports  | Szwajcaria | Nationalliga A   | 29    | 3      |
| 1998/99 | Lausanne Sports  | Szwajcaria | Nationalliga A   | 31    | 0      |
| 1999/00 | Lausanne Sports  | Szwajcaria | Nationalliga A   | 33    | 1      |
| 2000/01 | FC Luzern        | Szwajcaria | Nationalliga A   | 31    | 2      |
| 2001/02 | FC Luzern        | Szwajcaria | Nationalliga A   | 5     | 0      |
| 2001/02 | Yverdon-Sport FC | Szwajcaria | Nationalliga B   | 14    | 0      |
| 2002/03 | Yverdon-Sport FC | Szwajcaria | Nationalliga B   | 19    | 1      |
| 2003/04 | CS Chênois       | Szwajcaria | Challenge League | ?     | ?      |
| 2004/05 | Pully Football   | Szwajcaria | IV liga          | ?     | ?      |

## Kariera reprezentacyjna
W reprezentacji Szwajcarii Ohrel zadebiutował 3 kwietnia 1991 roku w zremisowanym 0:0 meczu kwalifikacji do Euro 92 z Rumunią. W 1994 roku został powołany przez selekcjonera Roya Hodgsona do kadry na Mistrzostwa Świata w Stanach Zjednoczonych. Tam zaliczył cztery mecze, w tym dwa w pełnym wymiarze czasowym: ze Stanami Zjednoczonymi (1:1 i gol z rzutu wolnego w 40. minucie), z Rumunią (4:1), z Kolumbią (0:2) oraz w 1/8 finału z Hiszpanią. W 1996 roku został pominięty w kadrze powołanej przez Artura Jorge na Euro 96, a w 1997 roku rozegrał w kadrze narodowej swój ostatni mecz, wygrany 5:0 z Azerbejdżanem. Łącznie rozegrał w niej 56 spotkania i strzelił w nich 6 goli.